# Loris Sturlese
Loris Sturlese (* 25. März 1948 in La Spezia) ist ein italienischer Philosophiehistoriker, der sich vor allem mit der deutschen Philosophie des Mittelalters beschäftigt. Er ist ordentlicher Professor für Philosophie des Mittelalters an der Universita de Salento in Lecce und Honorarprofessor für Deutsche Literatur und Geistesgeschichte des Mittelalters an der Universität Eichstätt.

## Leben
Sturlese wurde 1948 in La Spezia geboren. Er studierte Philosophie und Mittellateinische Philologie und promovierte an der Scuola Normale Superiore in Pisa. Bis 1992 war er dortselbst in Forschung und Lehre tätig; 1992–1994 war er Inhaber einer Professur für Geschichte der Philosophie des Mittelalters an der Universität Siena. Von 1996 bis 2009 war er Direktor des Forschungsbereiches Klassische Philologie und Philosophie der Universität Lecce; 2001–2007 Präsident der Società Italiana per lo Studio del Pensiero Medievale, seit 2003 Assesseur und Vizepräsident der Société Internationale pour lâ Étude de la Philosophie Médiévale. Er ist Gründungsmitglied des Wolfenbütteler Mediävistenkreises und der Meister Eckhart-Gesellschaft.

## Arbeitsfelder
Von Sturlese stammen zahlreiche Veröffentlichungen, Aufsätze und Lexikonbeiträge aus dem Gebiet der mittelalterlichen deutschen Philosophie, insbesondere zu Heinrich Seuse, Dietrich von Freiberg und Meister Eckhart, dessen latinische Werkausgabe er mit herausgibt. Mit Kurt Flasch ist er Herausgeber des Corpus Philosophorum Teutonicorum Medii Aevi.

## Publikationen (Auswahl)
- Die deutsche Philosophie im Mittelalter (it. Firenze, Olschki 1990, dt. München, Beck 1993; 2. Bd. 1996)

- Dokumente und Forschungen zu Leben und Werk Dietrichs von Freiberg (Hamburg, Meiner 1984)

- als Hrsg. mit Georg Steer: Dietrich von Freiberg, Opera omnia. Tübingen 1985

- Optik. In: Lexikon des Mittelalters. Band 6 (1993), Sp. 1419–1422

- Homo divinus. Philosophische Projekte in Deutschland zwischen Meister Eckhart und Heinrich Seuse (Stuttgart, Kohlhammer 2007),

- Philosophie im Mittelalter München: Beck, 2013, Orig.-Ausg.

- Filosofia nel Medioevo. Roma: Carocci, 2014, 1. ed. italiana